# العلاقات السيشلية الكورية الجنوبية
العلاقات السيشلية الكورية الجنوبية هي العلاقات الثنائية التي تجمع بين سيشل وكوريا الجنوبية.

## مقارنة بين البلدين
هذه مقارنة عامة ومرجعية للدولتين:
| وجه المقارنة                                              | سيشل                                                | كوريا الجنوبية                                                          |
| --------------------------------------------------------- | --------------------------------------------------- | ----------------------------------------------------------------------- |
| المساحة (كم2)                                             | 459                                                 | 100.30 ألف                                                              |
| عدد السكان (نسمة)                                         | 95.84 ألف                                           | 51.47 مليون                                                             |
| الكثافة السكانية (ن./كم²)                                 | 20.88 ألف                                           | 513.16                                                                  |
| العاصمة                                                   | فيكتوريا                                            | سول                                                                     |
| اللغة الرسمية                                             | لغة فرنسية، لغة إنجليزية، اللغة الكريولية السيشيلية | اللغة الكورية                                                           |
| العملة                                                    | روبية سيشلية                                        | وون كوري جنوبي                                                          |
| الناتج المحلي الإجمالي (بليون دولار)                      | 1.49 مليار                                          | 1.53 تريليون                                                            |
| الناتج المحلي الإجمالي (تعادل القوة الشرائية) بليون دولار | 2.54 مليار                                          | 1.75 تريليون                                                            |
| الناتج المحلي الإجمالي الاسمي للفرد دولار أمريكي          | 15.48 ألف                                           | 27.22 ألف                                                               |
| الناتج المحلي الإجمالي للفرد دولار أمريكي                 | 26.42 ألف                                           |                                                                         |
| مؤشر التنمية البشرية                                      | 0.772                                               | 0.901                                                                   |
| رمز المكالمات الدولي                                      | +248                                                | +82                                                                     |
| رمز الإنترنت                                              | .sc                                                 | .kr                                                                     |
| المنطقة الزمنية                                           | ت ع م+04:00                                         | توقيت كوريا الجنوبية، ت ع م+09:00، آسيا/سيول ‏، ت ع م+08:00، ت ع م+08:30 |

## منظمات دولية مشتركة
يشترك البلدان في عضوية مجموعة من المنظمات الدولية، منها:
| علم المنظمة | اسم المنظمة                               | تاريخ انضمام سيشل | تاريخ انضمام كوريا الجنوبية |
| ----------- | ----------------------------------------- | ----------------- | --------------------------- |
|             | مؤسسة التمويل الدولية                     | 11 يونيو 1981     | 16 مارس 1964                |
|             | منظمة حظر الأسلحة الكيميائية              | 29 أبريل 1997     | ?                           |
|             | يونسكو                                    | 18 أكتوبر 1976    | 14 يونيو 1950               |
|             | البنك الإفريقي للتنمية                    | ?                 | ?                           |
|             | الأمم المتحدة                             | 21 سبتمبر 1976    | 17 سبتمبر 1991              |
|             | منظمة الشرطة الجنائية الدولية             | 1 سبتمبر 1977     | ?                           |
|             | البنك الدولي للإنشاء والتعمير             | 29 سبتمبر 1980    | 26 أغسطس 1955               |
|             | الاتحاد البريدي العالمي                   | ?                 | ?                           |
|             | الفريق المعني برصد الأرض                  | ?                 | ?                           |
|             | المركز الدولي لتسوية المنازعات الاستشارية | 19 أبريل 1978     | 23 مارس 1967                |
|             | وكالة ضمان الاستثمار متعدد الأطراف        | 15 سبتمبر 1992    | 12 أبريل 1988               |

## وصلات خارجية
- موقع وزارة الخارجية الكورية الجنوبية